# Кожанський цукровий завод
Кожанський цукровий завод — підприємство харчової промисловості у селищі міського типу Кожанка Фастівського району Київської області, припинило своє існування.

## Історія
Бурякоцукровий завод у селі Кожанка Кожанської волості Васильківського повіту Київської губернії Російської імперії побудований у 1859 році, в 1895 році від залізниці до заводу прокладена лінія довжиною 2 км, що поліпшило умови підвозу сировини і відвантаження готової продукції.

### 1918 - 1991
Після закінчення бойових дій громадянської війни почалося відновлення підприємства, в ході індустріалізації 1930-х років Кожанський цукровий завод був реконструйований і оснащений новим обладнанням. Головним інженером заводу в 1935 - 1937 роки працював М.В. Підгорний.
Під час окупації німецькими військами з жовтня 1941 до листопада 1943 року на цукровому заводі діяла радянська підпільна група з 29 чоловік на чолі з П. Кривенком і С. Павліченком, в подальшому завод був відновлений.
У 1961 році цукровий завод і бурякорадгосп (на балансі якого в 1971 році перебувало 4,4 тис. гектарів землі, з них 3,3 тис. гектарів ріллі) були об'єднані в Кожанський цукровий комбінат.
Згідно з дев'ятим п'ятирічним планом розвитку народного господарства СРСР збудовано новий триповерховий виробничий корпус комбінату, який був введений в дію в 1975 році. В результаті, потужності підприємства були збільшені.
У 1980-ті роки комбінат щорічно переробляв 167 000 тонн цукрових буряків і виробляв 21 000 тонн цукру.
В цілому, в радянський час цукровий комбінат входив до числа найбільших підприємств селища.

### Після 1991
Після проголошення незалежності України державне підприємство перетворено в орендне підприємство "Кожанський цукровий завод".
У травні 1995 року Кабінет Міністрів України затвердив рішення про приватизацію цукрового заводу. У жовтні 1995 року затверджено рішення про приватизацію бурякорадгоспу.
У 1997 році порушено справу про банкрутство заводу, його ініціатором виступила Фастівська об'єднана державна податкова інспекція, борг підприємства перед якою складав на той момент близько 1,5 млн гривень. Вже через рік арбітражний суд Київської області ухвалив рішення про визнання підприємства банкрутом та його ліквідації. Однак ліквідаційна комісія. що займалася продажем майна заводу, зі своїми обов'язками не впоралася.
У 2001 році у відповідності із законом «Про відновлення платоспроможності боржника або визнання його банкрутом», який набрав чинності, ліквідацію заводу доручили призначеному судом арбітражному керуючому. За цим законом підприємство має бути ліквідоване протягом року. Проте в цьому ж році вступив у дію закон «Про мораторій на примусову реалізацію майна».
31 грудня 2002 року цукровий завод припинив свою роботу, але в лютому 2004 року керівництво підприємство зуміло укласти мирову угоду з кредиторами і процедура банкрутства була припинена.
Для підтримки заводу в робочому стані його виробничі цехи протягом двох років (2002–2003 рр..) здавалися в оренду київській компанії ТОВ «Номінал», частину боргів вдалося погасити за програмою «Списання заборгованості цукрових заводів», прийнятої у 2001 р., а також за рахунок повернення дебіторської заборгованості. На початку 2004 року оголошено про залучення на завод "стратегічного інвестора" для перепрофілювання підприємства. Надалі, обладнання заводу почали розбирати на металобрухт.
У 2007 році було знову порушено справу про банкрутство підприємства.
Станом на початок 2015 року виробниче обладнання та під'їзні шляхи були розібрані на металобрухт.